# 노크의 성모

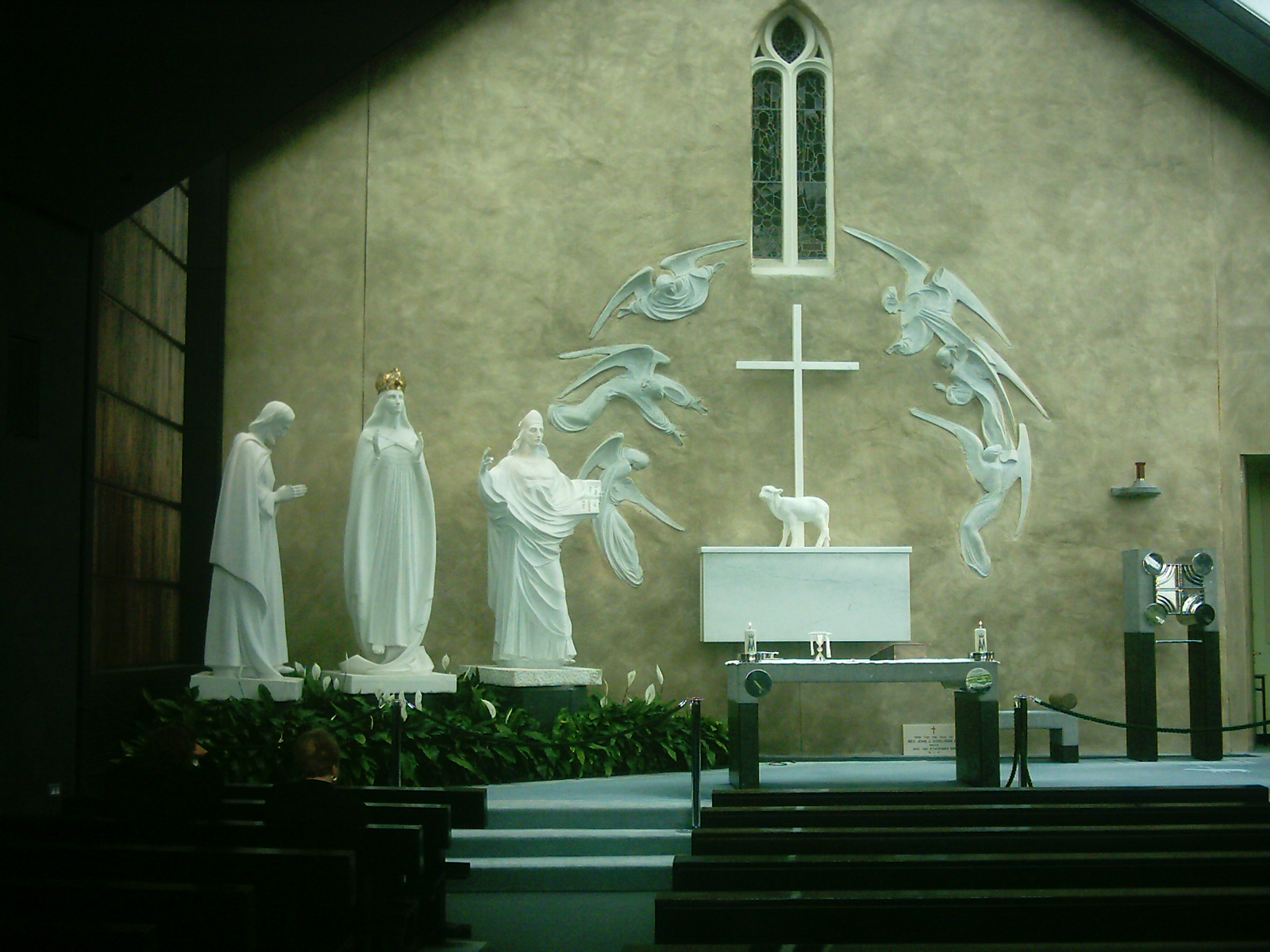
노크의 성모발현 기념 성당

노크의 성모(영어: Our Lady of Knock)는 1879년 아일랜드에서 발현한 성모이다. 1935년 공인되었다.

## 내용
1879년 8월 21일 목요일 저녁, 지방의 작은 교구 교회인 세례자 요한 교회 (Church of Saint Baptist)의 남쪽 끝에서, 전도자인 성 요한(Saint John)과 성 요셉(Saint Joseph)과 남성과 여성 청소년, 어린이를 포함하여 5세에서 75세까지의 연령대를 가진 15명의 사람들이 약 8시에 성모의 발현을 목격했다.

## 메시지
성모 마리아는 땅 위 몇 피트 정도에 서있는 것으로 묘사되었다. 그녀는 하얀 망토를 입고, 주름을 잡아서 목에 걸었다. 크라운은 그녀가 입었던 옷의 눈에 띄는 더 깊은 색조의 금빛 밝기로 나타났다. 크라운의 윗부분은 일련의 반짝임이나 빛나는 십자가처럼 보였다. 그녀는 "깊은기도"를 하는 것으로 묘사되었는데, 그녀의 눈은 천국으로, 그녀의 손은 어깨 위로, 조금 더 높게, 손바닥은 어깨쪽으로 약간 기울였다. 발견자 중 한명인 브리짓 트렌치는 "내가 생각한대로 축복받은 성모의 발에 즉시 입맞춤했다. 그러나 나는 포옹에서 그러나 벽에 아무것도 느끼지 못했고, 나는 내가 왜 그렇게 평범한 모습을 내 손으로 느낄 수 없었는지 궁금했다." 라고 말했다.
흰옷을 입은 나자렛의 요셉도 오른편에 서있었다. 그의 머리는 어깨에서 축복받은 성모를 향해 앞으로 구부렸다. 복음사가 요한도 축복받은 동정녀의 왼쪽에 서있었다. 그는 긴 겉옷을 입었다. 그는 설교하는 것처럼 보였고 왼손으로 큰 책을 열었다. 성 요한의 왼쪽에는 어린 양 뒤에 제단 위에 십자가로 서있는 어린 양이있는 제단이있었다.
환영을 목격한 사람들은 전통 가톨릭기도 인 묵주기도를 낭송하였고, 최대 2시간 동안 비가 내렸다. 환영은 처음에는 빛이 있었지만, 이후 매우 어두워졌다. 증인들은 여전히 환영을 아주 분명하게 볼 수있었다. 그들은 밝은색의 빛으로 보였다. 환영은 어떤 방식으로든 깜박이거나 움직이지 않았고, 목격자들은 바람이 남쪽에서 불어 나고 있지만 환영 주변의 땅은 완전히 건조한 상태라고 증언했다.
결과적으로 별다른 사적 계시는 없었다.

## 후속 조치
1879년 10월 8일, 투암교구 대주교, 존 맥해일 신부에 의해 교회 조사위원회가 설립되었다. 위원회는 아일랜드 학자이자 역사가들을 모아 목격자의 증언을 수짐했다. 위원회의 심의는 "후속 현상"을 생략한 1879년 8월 21일의 사건만을 언급했으며, 그 결과로 그 날짜 이후 발생한 사건에 대한 공식 기록이 존재하지 않는다.
위원회의 기록들은 모든 위원들을 만족 시켰으며 신뢰할만한 것으로 간주되었다. 고려 사항 중에는 자연적인 원인으로 인한 환영의 발현 유무였다.
위원회의 최종 판결은 전체적으로 모든 증인의 증언은 신뢰할 만하고 만족스러운 것이라고 증언했다. 살아남은 증인들은 1936년 제 2차 조사위원회에서 제 1위원회에 제출 한 증거를 확인했다.
이후 철도의 성장과 지역 및 전국 신문의 출현으로 작은 마을에 관심이 생겼다. "작은 아일랜드 마을의 이상한 사건"에 대한 보도는 국제 언론, 특히 타임즈에서 거의 즉각적으로 다루어졌다. 시카고 멀리 떨어진 신문들은 노크 현상을 다루기 위해 기자들을 보냈지 만 빅토리아 여왕은 더블린 캐슬(Dublin Castle) 정부에 사건에 대한 보고서를 보내달라고 요청했다.
수많은 치유와 호의가 성직자 성 마리아의 성모를 방문하는 사람들과 관련되어 있으며, 여기에서 완치되었다고 주장하는 사람들은 발병이 발생한 것으로 여겨지는 곳에 목발과 막대기를 남긴다.
각 아일랜드 교구는 매년 마리아 성당을 순례하며 9 월의 노크 노 베나 (knock novena) 시기에는 월마다 1 만 명의 순례자를 끌어들인다.

## 같이 보기
- 성모 발현
- 파티마의 성모